# Kino Praha (Varšava)
Kino Praha bylo kino v polském hlavním městě Varšavě.

## Historie
Bylo postaveno v letech 1948 až 1949 jako „dar československého lidu“ a sloužilo až do roku 2005, kdy bylo uzavřeno a zbouráno.

## Současnost
Na jeho místě se teď nachází Nove Kino Praha, které na svého předchůdce navazuje a bylo zbudováno v roce 2007. Nová budova je technologicky mnohem pokrokovější a umožňuje projekce digitálních filmů, jedná se o prví digitální kino v Polsku. V kině jsou pořádané filmové festivaly mladých talentů, např. SKOFFKA 5.0.